# Vacansoleil-DCM/Saison 2012
Dieser Artikel listet Erfolge und Fahrer des Radsportteams Vacansoleil-DCM in der Saison 2012 auf.

## Erfolge in der UCI World Tour
| Datum    | Rennen                   | Sieger              |
| -------- | ------------------------ | ------------------- |
| 4. März  | 1. Etappe Paris–Nizza    | Gustav Erik Larsson |
| 8. März  | 5. Etappe Paris–Nizza    | Lieuwe Westra       |
| 10. März | 7. Etappe Paris–Nizza    | Thomas De Gendt     |
| 26. Mai  | 20. Etappe Giro d’Italia | Thomas De Gendt     |

## Erfolge in der UCI Asia Tour
| Datum    | Rennen                                   | Kat. | Sieger         |
| -------- | ---------------------------------------- | ---- | -------------- |
| 24. Juni | Usbekische Meisterschaft – Straßenrennen | CN   | Sergey Lagutin |

## Erfolge in der UCI Europe Tour
| Datum          | Rennen                                           | Kat. | Sieger              |
| -------------- | ------------------------------------------------ | ---- | ------------------- |
| 4. Februar     | 4. Etappe Étoile de Bessèges                     | 2.1  | Marco Marcato       |
| 10. März       | Ronde van Drenthe                                | 1.1  | Bertjan Lindeman    |
| 12. Mai        | 2. Etappe Tour de Picardie                       | 2.1  | Kenny van Hummel    |
| 2. Juni        | 3. Etappe Luxemburg-Rundfahrt                    | 2.HC | Wout Poels          |
| 7. Juni        | Grosser Preis des Kantons Aargau                 | 1.1  | Sergey Lagutin      |
| 20. Juni       | Niederländische Meisterschaft – Einzelzeitfahren | CN   | Lieuwe Westra       |
| 26. Juni       | Schwedischer Meister – Einzelzeitfahren          | CN   | Gustav Erik Larsson |
| 22. August     | Druivenkoers Overijse                            | 1.1  | Bjorn Leukemans     |
| 25. August     | 5. Etappe Post Danmark Rundt (EZF)               | 2.HC | Lieuwe Westra       |
| 22.–26. August | Gesamtwertung Post Danmark Rundt                 | 2.HC | Lieuwe Westra       |
| 7. Oktober     | Paris–Tours                                      | 1.HC | Marco Marcato       |
| 14. Oktober    | Tour de Vendée                                   | 1.HC | Wesley Kreder       |

## Abgänge – Zugänge
| Zugänge                        | Team 2011                    | Abgänge                     | Team 2012               |
| ------------------------------ | ---------------------------- | --------------------------- | ----------------------- |
| Stefan Denifl                  | Leopard Trek                 | Jens Mouris                 | Orica GreenEdge         |
| Martin Mortensen               | Leopard Trek                 | Maxim Belkow                | Katusha Team            |
| Kevin Van Impe                 | Quick Step                   | Joost van Leijen            | Lotto Belisol Team      |
| Gustav Erik Larsson            | Saxo Bank-SunGard            | Michał Gołaś                | Omega Pharma-Quick Step |
| Tomasz Marczyński              | CCC Polsat Polkowice         | Borut Božič                 | Astana Pro Team         |
| Jacek Morajko                  | CCC Polsat Polkowice         | Gorik Gardeyn               | Champion System         |
| Rafael Valls                   | Geox-TMC                     | Ezequiel Mosquera           | Dopingsperre            |
| Kenny van Hummel               | Skil-Shimano                 | Santo Anzà                  | Unbekannt               |
| Kris Boeckmans                 | Topsport Vlaanderen-Mercator | Alberto Ongarato            | Unbekannt               |
| Bertjan Lindeman               | Cyclingteam Jo Piels         | Ruslan Pidhornyj            | Unbekannt               |
| Nikita Nowikow                 | Itera-Katusha                | Kevin Van Impe (bis 26.03.) | Karriereende            |
| Barry Markus                   | Rabobank Continental Team    |                             |                         |
| Maurits Lammertink (ab 25.06.) | Cyclingteam Jo Piels         |                             |                         |

## Mannschaft
| Name                | Geburtstag         | Nationalität |              |
| ------------------- | ------------------ | ------------ | ------------ |
| Kris Boeckmans      | 13. Februar 1987   | Belgien      |              |
| Matteo Carrara      | 25. März 1979      | Italien      |              |
| Thomas De Gendt     | 6. November 1986   | Belgien      |              |
| Stefan Denifl       | 20. September 1987 | Österreich   |              |
| Stijn Devolder      | 29. August 1979    | Belgien      |              |
| Romain Feillu       | 16. April 1984     | Frankreich   |              |
| Johnny Hoogerland   | 13. Mai 1983       | Niederlande  |              |
| Kenny van Hummel    | 30. September 1982 | Niederlande  |              |
| Martijn Keizer      | 25. März 1988      | Niederlande  |              |
| Sergey Lagutin      | 14. Januar 1981    | Usbekistan   |              |
| Maurits Lammertink  | 31. August 1990    | Niederlande  |              |
| Gustav Erik Larsson | 20. September 1980 | Schweden     |              |
| Bjorn Leukemans     | 1. Juli 1977       | Belgien      |              |
| Pim Ligthart        | 16. Juni 1988      | Niederlande  |              |
| Bertjan Lindeman    | 16. Juni 1989      | Niederlande  |              |
| Marco Marcato       | 11. Februar 1984   | Italien      |              |
| Tomasz Marczyński   | 6. März 1984       | Polen        |              |
| Barry Markus        | 17. Juli 1991      | Niederlande  |              |
| Wouter Mol          | 17. April 1982     | Niederlande  |              |
| Jacek Morajko       | 26. April 1981     | Polen        |              |
| Martin Mortensen    | 5. November 1984   | Dänemark     |              |
| Nikita Nowikow      | 10. November 1989  | Russland     |              |
| Marcello Pavarin    | 22. Oktober 1986   | Italien      |              |
| Wouter Poels        | 1. Oktober 1987    | Niederlande  |              |
| Rob Ruygh           | 12. November 1986  | Niederlande  |              |
| Mirko Selvaggi      | 11. Februar 1985   | Italien      |              |
| Rafael Valls        | 25. Juni 1987      | Spanien      |              |
| Frederik Veuchelen  | 4. September 1978  | Belgien      |              |
| Lieuwe Westra       | 11. September 1982 | Niederlande  |              |
| Stagiaires          | Stagiaires         | Nationalität | Nationalität |
| Jasper Hamelink     | Jasper Hamelink    | Niederlande  |              |
| Wesley Kreder       | Wesley Kreder      | Niederlande  |              |
| Willem Wauters      | Willem Wauters     | Belgien      |              |